# Stenoloba assimilis
Stenoloba assimilis är en fjärilsart som beskrevs av W. Warren 1909. Stenoloba assimilis ingår i släktet Stenoloba och familjen nattflyn. Inga underarter finns listade i Catalogue of Life.